# ヴィッラフランカ・パドヴァーナ
ヴィッラフランカ・パドヴァーナ（伊: Villafranca Padovana）は、イタリア共和国ヴェネト州パドヴァ県にある、人口約11,000人の基礎自治体（コムーネ）。

## 地理

### 位置・広がり

#### 隣接コムーネ
隣接するコムーネは以下の通り。
- カンポドーロ
- リーメナ
- メストリーノ
- パードヴァ
- ピアッツォーラ・スル・ブレンタ
- ルバーノ

### 気候分類・地震分類
ヴィッラフランカ・パドヴァーナにおけるイタリアの気候分類 (it) および度日は、zona E, 2368 GGである。
また、イタリアの地震リスク階級 (it) では、zona 3 (sismicità bassa) に分類される。

## 行政

### 分離集落
ヴィッラフランカ・パドヴァーナには、以下の分離集落（フラツィオーネ）がある。
- Ronchi di Campanile, Taggì di Sopra, Taggì di Sotto